# Nazionale femminile di pallamano della Svizzera
La nazionale di pallamano femminile della Svizzera rappresenta la Svizzera nelle competizioni internazionali e la sua attività è gestita dalla Federazione Svizzera di Pallamano (FSP). Nella sua storia il risultato di maggior prestigio è il 12º posto nella fase finale del campionato europeo nel 2024.

## Storia
La nazionale svizzera femminile è attiva nelle competizioni internazionali sin dal 1993, quando prese parte alla fase di qualificazione per l'accesso alla fase finale della prima edizione del campionato europeo. Nel 1997 ha partecipato per la prima volta alla fase di qualificazione per l'accesso alla fase finale del campionato mondiale.
Per le qualificazioni alla fase finale del campionato europeo 2022 è stata inserita nel gruppo 1 con Polonia, Russia e Lituania. A seguito anche all'esclusione della Russia dalle competizioni EHF, la nazionale elvetica ha concluso il gruppo al secondo posto alle spalle della Polonia, guadagnando per la prima volta l'accesso alla fase finale della principale competizione continentale. Inserita nella quarta urna, venne sorteggiata nel girone A del turno preliminare nella fase finale, assieme a Norvegia, Croazia e Ungheria. Perse le prime due partite contro ungheresi e norvegesi, mentre pareggiò la partita contro le croate, concludendo il girone all'ultimo posto e venendo, quindi, eliminata dalla competizione.
La Svizzera ha partecipato al campionato europeo 2024 come rappresentativa del paese ospitante, assieme ad Austria ed Ungheria. Sorteggiata nel girone D, ha superato il turno preliminare al secondo posto alle spalle della Danimarca e davanti a Fær Øer e Croazia. Nel turno principale ha affrontato le prime due classificate nei gironi E ed F del turno preliminare; perdendo tutte e quattro le partite, ha concluso all'ultimo posto nel girone e al dodicesimo posto complessivo il torneo.

## Partecipazioni ai tornei internazionali
- dal 1976 al 2024: non qualificata

- dal 1957 al 1995: non partecipante
- dal 1997 al 2023: non qualificata

- dal 1994 al 2020: non qualificata
- 2022: 14º posto
- 2024: 12º posto

## Statistiche

### Record presenze
Fonte: sito Federazione Svizzera di Pallamano, all'11 dicembre 2024.
| #  | Giocatrice                  | Presenze | Reti |
| -- | --------------------------- | -------- | ---- |
| 1  | Manuela Brütsch             | 180      | 0    |
| 2  | Karin Weigelt               | 127      | 396  |
| 3  | Josy Beer                   | 127      | 351  |
| 4  | Barbara Umbricht            | 115      | 442  |
| 5  | Nicole Dinkel               | 113      | 445  |
| 6  | Lisa Frey                   | 102      | 147  |
| 7  | Vroni Keller                | 100      | 474  |
| 8  | Kerstin Kündig              | 100      | 263  |
| 9  | Nadine Osterwalder          | 90       | 369  |
| 10 | Caroline Emmenegger-Brunner | 86       | 224  |

### Record reti
Fonte: sito Federazione Svizzera di Pallamano, all'11 dicembre 2024.
| #  | Giocatrice                  | Reti | Presenze |
| -- | --------------------------- | ---- | -------- |
| 1  | Vroni Keller                | 474  | 100      |
| 2  | Nicole Dinkel               | 445  | 113      |
| 3  | Barbara Umbricht            | 442  | 115      |
| 4  | Karin Weigelt               | 396  | 127      |
| 5  | Nadine Osterwalder          | 369  | 90       |
| 6  | Gabriela Kottmann           | 368  | 80       |
| 7  | Josy Beer                   | 351  | 127      |
| 8  | Isabelle Krüsi              | 271  | 59       |
| 9  | Kerstin Kündig              | 263  | 100      |
| 10 | Caroline Emmenegger-Brunner | 224  | 86       |